# Большая Горка (Ленинградская область)
Большая Горка — деревня в Трубникоборском сельском поселении Тосненского района Ленинградской области России.

## История
Впервые упоминается в Писцовой книге Водской пятины 1500 года как деревня Горка на реце на Тигоде в Ильинском Тигодском погосте Новгородского уезда.
В переписи 1710 года в Ильинском Тигодском погосте упоминается усадище Горка и деревня Горки, принадлежащие помещикам Путиловым и Насакиным.

ГОРКА — деревня Горского сельского общества, прихода села Бабина.

Дворов крестьянских — 28. Строений — 64, в том числе жилых — 30. 

Число жителей по семейным спискам 1879 г.: 47 м. п., 44 ж. п.; по приходским сведениям 1879 г.: 42 м. п., 41 ж. п. (1884 год)

В конце XIX — начале XX века деревня административно относилась к Любанской волости 1-го стана 1-го земского участка Новгородского уезда Новгородской губернии.

ГОРКА — деревня Горского сельского общества, дворов — 27, жилых домов — 34, число жителей: 57 м. п., 62 ж. п. 

Занятия жителей — земледелие, торговля сеном. Часовня, хлебозапасный магазин, мелочная лавка. (1907 год)

Согласно военно-топографической карте Петроградской и Новгородской губерний издания 1917 года деревня Горка состояла из 20 крестьянских дворов.
С 1917 по 1927 год деревня Горка входила в состав Любанской волости Новгородского уезда Новгородской губернии.
С 1927 года в составе Трубникоборского сельсовета Любанского района.
С 1930 года в составе Тосненского района.
По данным 1933 года деревня называлась Горка и входила в состав Трубникоборского сельсовета Тосненского района.

План деревни Большая Горка. 1937 год

Согласно топографической карте 1937 года деревня называлась Горка и насчитывала 16 дворов. В черте деревни, близ устья ручья Порожного, находился мост через реку Тигоду.
С 1 сентября 1941 года по 31 декабря 1943 года деревня находилась в оккупации.
В 1958 году население деревни Горка составляло 130 человек.
По данным 1966 и 1973 годов деревня называлась Большая Горка и также входила в состав Трубникоборского сельсовета.
По данным 1990 года деревня Большая Горка находилась в составе Чудскоборского сельсовета.
В 1997 году в деревне Большая Горка Чудскоборской волости проживали 15 человек, в 2002 году — 9 человек (все русские).
В 2007 году в деревне Большая Горка Трубникоборского СП — 5 человек.

## География
Деревня расположена в юго-восточной части района на автодороге 41К-871 (Дроздово — Малая Горка), к востоку от центра поселения — деревни Трубников Бор.
Расстояние до административного центра поселения — 7,5 км.
Расстояние до ближайшей железнодорожной платформы Трубниково — 9 км.
Через деревню протекает река Тигода.

## Демография
| 2007 | 2010 | 2017 |
| ---- | ---- | ---- |
| 5    | ↘2   | ↗4   |

## Улицы
Колхозная, Лесная, Ручейная.